# Alice ne živi več tukaj
Alice ne živi več tukaj (angleško Alice Doesn't Live Here Anymore) je ameriški romantični komično-dramski film iz leta 1974, ki ga je režiral Martin Scorsese po scenariju Roberta Getchella. V glavni vlogi nastopa Ellen Burstyn kot vdova, ki s svojim sinom potuje po jugozahodu ZDA v iskanju boljšega življenja. v stranskih vlogah nastopajo Kris Kristofferson, Billy »Green« Bush, Diane Ladd, Valerie Curtin, Lelia Goldoni, Vic Tayback, Jodie Foster, Alfred Lutter in Harvey Keitel. To je bila prva vidnejša filmska vloga za Fosterjevo.
Film je bil premierno prikazan na 27. filmskem festivalu v Cannesu, kjer se je potegoval na zlato palmo, v ameriških kinematografih pa 9. decembra 1974 s strani distributerja Warner Bros.. Naletel je na dobre ocene kritikov in bil tudi finančno uspešen z 21 milijoni USD dohodka ob 1,8 milijona proračuna. Na 47. podelitvi je Burstynova osvojila oskarja za najboljšo igralko, Laddova in Getchell pa sta bila nominirana za najboljšo stransko igralko oz. najboljši izvirni scenarij. Osvojil je nagrade BAFTA za najboljši film, najboljšo igralko (Burstynova), najboljšo stranko igralko (Laddova) in najboljši scenarij (Getchell), nominiran pa je bil tudi za najboljšo režijo (Scorsese). Med leta 1976 in 1985 je CBS predvajal po filmu posneto serijo Alice.

## Vloge
- Ellen Burstyn kot Alice Hyatt
  - Mia Bendixsen kot 8-letna Alice
- Alfred Lutter kot Tommy Hyatt
- Kris Kristofferson kot David
- Billy »Green« Bush kot Donald Hyatt
- Diane Ladd kot Florence Jean Castleberry
- Valerie Curtin kot Vera
- Lelia Goldoni kot Bea
- Lane Bradbury kot Rita
- Vic Tayback kot Mel Sharples
- Jodie Foster kot Audrey
- Harvey Keitel kot Ben
- Murray Moston kot Jacobs
- Harry Northup kot natakar